# Murinais
Murinais település Franciaországban, Isère megyében. Lakosainak száma 408 fő (2022. január 1.). Murinais Saint-Vérand, Varacieux, Chevrières és Roybon községekkel határos.

## Népesség
A település népességének változása:
| Lakosok száma | 260  | 282  | 311  | 374  | 375  | 384  | 397  | 399  | 403  | 408  |
|               | 1968 | 1982 | 1990 | 2006 | 2013 | 2015 | 2017 | 2019 | 2020 | 2022 |